# Qualificazioni al campionato europeo dei piccoli stati maschile di pallavolo 2017
Le qualificazioni al campionato europeo dei piccoli stati maschile di pallavolo 2017 si sono svolte dal 13 al 20 maggio 2016: al torneo hanno partecipato sette squadre nazionali europee di stati con meno di un milione di abitanti e tre si sono qualificate al campionato europeo dei piccoli stati 2017.

## Regolamento

### Formula
Le squadre hanno disputato una fase a gironi con formula del girone all'italiana: le prime due classificate di ogni girone si sono qualificate per il campionato europeo dei piccoli stati 2017 (anche la nazionale del paese organizzatore, nonostante già qualificata, ha partecipato alle qualificazioni: nel caso in cui questa si classifichi tra le prime due del proprio girone, nessun'altra nazionale è ripescata).

### Criteri di classifica
Se il risultato finale è stato di 3-0 o 3-1 sono stati assegnati 3 punti alla squadra vincente e 0 a quella sconfitta, se il risultato finale è stato di 3-2 sono stati assegnati 2 punti alla squadra vincente e 1 a quella sconfitta.
L'ordine del posizionamento in classifica è stato definito in base a:
- Numero di partite vinte;
- Punti;
- Ratio dei set vinti/persi;
- Ratio dei punti realizzati/subiti;
- Risultati degli scontri diretti.

## Squadre partecipanti
- Andorra
- Cipro
- Fær Øer
- Irlanda del Nord
- Islanda
- Lussemburgo
- Scozia

## Torneo
| Girone A         | Girone B |
| ---------------- | -------- |
| Fær Øer          | Andorra  |
| Irlanda del Nord | Cipro    |
| Lussemburgo      | Islanda  |
| -                | Scozia   |

### Girone A

#### Risultati
| 13 maggio 2016 Gymnase Coque, Lussemburgo Durata: 2h:02 - Spettatori: 25  | Irlanda del Nord | 3 - 1 | Fær Øer          | 25-21, 24-26, 29-27, 26-24 |
| 14 maggio 2016 Gymnase Coque, Lussemburgo Durata: 1h:13 - Spettatori: 250 | Lussemburgo      | 3 - 0 | Irlanda del Nord | 25-14, 25-13, 25-20        |
| 15 maggio 2016 Gymnase Coque, Lussemburgo Durata: 1h:03 - Spettatori: 180 | Fær Øer          | 0 - 3 | Lussemburgo      | 19-25, 13-25, 10-15        |

#### Classifica
| Pos | Squadra          | Pt | G | V | P | SV | SP | Ratio | PF  | PS  | Ratio |
| --- | ---------------- | -- | - | - | - | -- | -- | ----- | --- | --- | ----- |
| 1   | Lussemburgo      | 6  | 2 | 2 | 0 | 6  | 0  | MAX   | 150 | 89  | 1.685 |
| 2   | Irlanda del Nord | 3  | 2 | 1 | 1 | 3  | 4  | 0.750 | 151 | 173 | 0.872 |
| 3   | Fær Øer          | 0  | 2 | 0 | 2 | 1  | 6  | 0.166 | 140 | 179 | 0.782 |

### Girone B

#### Risultati
| 20 maggio 2016 Laugardalshöll, Reykjavík Durata: 0h:57 - Spettatori: 30  | Cipro   | 3 - 0 | Andorra | 25-12, 25-12, 25-13               |
| 20 maggio 2016 Laugardalshöll, Reykjavík Durata: 2h:05 - Spettatori: 250 | Islanda | 3 - 2 | Scozia  | 25-21, 15-25, 25-18, 23-25, 15-13 |
| 21 maggio 2016 Laugardalshöll, Reykjavík Durata: 1h:10 - Spettatori: 25  | Andorra | 0 - 3 | Scozia  | 17-25, 19-25, 21-25               |
| 21 maggio 2016 Laugardalshöll, Reykjavík Durata: 1h:35 - Spettatori: 300 | Cipro   | 3 - 1 | Islanda | 25-14, 20-25, 25-16, 25-11        |
| 22 maggio 2016 Laugardalshöll, Reykjavík Durata: 2h:01 - Spettatori: 50  | Scozia  | 2 - 3 | Cipro   | 23-25, 25-23, 25-22, 21-25, 13-15 |
| 22 maggio 2016 Laugardalshöll, Reykjavík Durata: 1h:10 - Spettatori: 250 | Andorra | 0 - 3 | Islanda | 8-25, 18-25, 17-25                |

#### Classifica
| Pos | Squadra | Pt | G | V | P | SV | SP | Ratio | PF  | PS  | Ratio |
| --- | ------- | -- | - | - | - | -- | -- | ----- | --- | --- | ----- |
| 1   | Cipro   | 8  | 3 | 3 | 0 | 9  | 3  | 3.000 | 280 | 210 | 1.333 |
| 2   | Islanda | 5  | 3 | 2 | 1 | 7  | 5  | 1.400 | 244 | 240 | 1.016 |
| 3   | Scozia  | 5  | 3 | 1 | 2 | 7  | 6  | 1.166 | 284 | 270 | 1.051 |
| 4   | Andorra | 0  | 3 | 0 | 3 | 0  | 9  | 0.000 | 137 | 225 | 0.608 |

## Squadre qualificate
| Squadra          | Qualificazione  |
| ---------------- | --------------- |
| Cipro            | 1ª nel girone B |
| Irlanda del Nord | 2ª nel girone A |
| Lussemburgo      | 1ª nel girone A |